# Jack O'Lantern (Marvel)
Jack O'Lantern is de naam van vier fictieve superschurken uit de strips van Marvel Comics. Hij werd bedacht door Tom Defalco en Steve Ditko, en verscheen voor het eerst in Machine Man #19 (februari 1981).

## Jack O'Lantern I
De eerste Jack O'Lantern was Jason Philip Macendale. Hij droeg een brandend pompoen masker en vloog op een discusachtige glider. Zijn eerste gevecht was tegen Machine Man, die hem gemakkelijk versloeg.
Hij werd later een vast lid van Spider-Mans lijst van vijanden, te beginnen met zijn verschijning in Spectacular Spider-Man #56. Hij beschikte niet over superkrachten, maar gebruikte granaten als wapens. Daarnaast was Jason Macendale militaire training gehad. Hij was slechts een kleine vijand in Spider-Mans galerij van schurken. Nadat hij werd verslagen in een gevecht door de Hobgoblin (Ned Leeds), wilde Macendale koste wat het kost zijn reputatie in de onderwereld versterken. Omdat hij de Hobgoblin vreesde, huurde hij een huurmoordenaar in om zich van Leeds te ontdoen. Na Leeds dood, nam Jason zelf de identiteit van de Hobgoblin aan. Hij deed hierna verschillende pogingen om zijn status als superschurk te vergroten, waaronder een deal maken met demonen, maar niets hielp hem verder. Macendale werd uiteindelijk vermoord door de echte Hobgoblin, Roderick Kingsley.

## Jack O'Lantern II
De tweede Jack O’Lantern was een huursoldaat die zowel Captain America als Spider-Man bevocht. Zijn identiteit werd niet onthuld in een strip, maar in New Avengers Most Wanted, een karakter overzicht, werd zijn naam onthuld als Steven Mark Levins.
Deze incarnatie van de Jack O’Lantern was lid van de “Skeleton Crew”, een groep helpers van de Red Skull. Hij was ook tijdelijk de partner van Blackwing. Daarna zat hij een tijdje bij de Thunderbolts, totdat hij werd doodgeschoten door Punisher.
Er zijn geruchten dat hij in een aankomende strip zal terugkeren als een van Satans helpers in de nieuwe Ghost Rider serie.

## Jack O'Lantern III en IV: Mad Jack
De derde en vierde Jack-O-Lanterns zijn Daniel Berkhart en Maguire Beck, die beide ook bekend waren onder de naam Mad Jack. Danny was een vriend en student van Mysterio die probeerde hem na te doen. Beck was de nicht van Mysterio. De twee pasten het Jack O’Lantern kostuum wat aan en gebruikten soms androïden om hun plaats in te nemen.
Toen de originele Green Goblin terugkeerde, moest Jack in zijn opdracht J. Jonah Jameson dwingen de Daily Bugle te verkopen aan Norman Osborn. Berkhart wilde wraak op Jameson, maar Spider-Man redde zijn leven. Toen Mysterio zichzelf doodde, nam Berkhart zijn plaats in en werd Maguire de enige Mad Jack. De twee spanden samen tegen Spider-Man, die hulp kreeg van Daredevil. Aan het eind van dit verhaal werd Berkhart gearresteerd.

## Andere media
Jack O’Lantern verscheen als een eindbaas in het Coney Island level van het Spider-Man: The Animated Series computerspel.